# Sulm (Mur)
Die Sulm ist ein 29 km langer rechter Nebenfluss der Mur in der Steiermark. Zusammen mit dem Quellfluss Schwarze Sulm erreicht sie eine Länge von 64 km.

## Geographie
Die Quellflüsse Schwarze Sulm und Weiße Sulm vereinigen sich in Gasselsdorf (304 m). Etwa in der Mitte des Flussverlaufes liegt die Gemeinde Gleinstätten (308 m). Bei Großklein (321 m) mündet die Saggau (Saggautal) und bei Leibnitz (274 m) die Laßnitz in die Sulm.
Bei Leibnitz hat die Sulm eine mittlere Durchflussmenge von 16,3 m³/s. Zwischen Kreuzkogel (496 m) und Seggauberg (bis 381 m) liegt der kleine Sulmsee, bei Retznei (261 m) mündet die Sulm in die Mur. Zwischen Sulm und Laßnitz befindet sich das Hügelland Sausal, das für seinen Weinbau bekannt ist.

### Verkehrswege entlang der Sulm
Größtenteils direkt entlang der Sulm führt der Sulmtal-Radweg von Leibnitz nach Gleinstätten. Streckenweise befindet sich dieser Radweg auf der Trasse der aufgelassenen Sulmtalbahn. Diese Eisenbahnlinie wurde 1907 in Betrieb genommen und führte von Leibnitz nach Pölfing-Brunn. 1967 musste sie aus wirtschaftlichen Gründen außer Betrieb genommen werden. Zurückgeblieben sind aus dieser Zeit noch einige Stahleisenbahnbrücken, ein kleiner Streckenteil bei Gleinstätten, der noch genutzt wird, und einige Bahnhofsgebäude.
Außerdem verläuft die Landesstraße B 74 im Sulmtal und verbindet so die Bezirke Leibnitz und Deutschlandsberg.

## Namensherkunft
Der Name Sulm wird im Jahr 860 als Sulpa, bereits vorher in der Antike als Solva genannt. Er wird auf eine keltische Bezeichnung mit der Wurzel *su̯el-/sul- für 'anschwellen' zurückgeführt.
Veränderungen der Konsonanten von v nach b und o → u sind im Bairischen als häufig publiziert. Alternativ könnte der antike Ortsname Flavia Solva auf den Fluss übertragen worden sein, welcher sich dann möglicherweise vom urkeltischen *selu̯ā „Besitzung“ ableitet.
Frühere Ableitungen aus dem Illyrischen werden aktuell nicht mehr als richtig anerkannt.
Der Name des Nebenflusses Saggau wird aus idg. sek-/sol- ‚abrinnen, sich senken, versiegen‘ abgeleitet, in Kombination (zweite Silbe) mit aha ‚Wasser, Fluss'.

## Schutzgebiet
Der Bereich der beiden Quellflüsse der Sulm ist das Europaschutzgebiet
Nr. 3 „Schwarze und Weiße Sulm“. Seine Schutzgüter sind als natürliche Lebensräume und Pflanzenarten Hainsimsen Buchenwald, Silikatfelsen mit Felsspaltenvegetation, Nitrophile Hochstaudenfluren, Mullbraunerde Buchenwald, Waldmeister Buchenwald, Übergangs- und Schwingrasenmoore, als prioritäre Lebensräume, Erlen Eschen Weidenauen, Schlucht und Hangmischwälder, Artenreiche Borstgrasrasen montan auf Silikatböden (Bürstlingsrasen).

### Umstrittenes Wasserkraftwerk im Schutzgebiet
Pläne zur Erbauung eines Wasserkraftwerkes im Schutzgebiet wurden im Herbst 2009 durch eine auf das Wasserrecht bezogene Entscheidung (Bescheid) des Umweltministers
vorläufig gestoppt,
nachdem die steiermärkische Landesregierung bereits einen für den Bau positiven Naturschutzbescheid erlassen hatte, der auch vom zuständigen Höchstgericht, dem Verwaltungsgerichtshof, bestätigt worden war.
Mit zwei Entscheidungen vom 16. März 2012 hob allerdings der Verfassungsgerichtshof (VfGH) die wasserrechtlich begründete Entscheidung des Umweltministers auf, weil die Entscheidung auf Basis eines verfassungswidrigen Gesetzes ergangen sei, welches dem Landeshauptmann im Verfahren zur Genehmigung eines Kraftwerks sowohl als zuständige Wasserrechtsbehörde als auch als wasserwirtschaftliches Planungsorgan Rechte einräumte. Die in unterer Instanz zuständige Behörde war damit im Ergebnis einerseits (als Behörde) zur Neutralität verpflichtet, andererseits hätte sie (als Planungsorgan) Standpunkte einer einzelnen Partei wahrzunehmen gehabt. Diese Doppelstellung wurde als verfassungswidrig erklärt, sowohl die ihr zugrunde liegenden gesetzlichen Bestimmungen
als auch die darauf beruhende Entscheidung wurden aufgehoben. Dies wurde von den Betreibern des Kraftwerksprojekts als Entscheidung zu ihren Gunsten gewertet,
obwohl der VfGH auf die inhaltlichen Gesichtspunkte des Falles nicht einzugehen hatte.
Das endgültige Ergebnis des Verfahrens wird auf Basis der neuen, durch den VfGH gestalteten Rechtslage beruhen. Sein Inhalt ist offen. Im Rahmen einer parlamentarischen Anfragebeantwortung sprach sich der zuständige österreichische Bundesminister für einen Baustopp aus, bis eine rasche rechtskonforme Lösung gefunden wäre.
Am 15. Oktober 2013, dem letzten Tag vor Ablauf der Rechtsmittelfrist wird bekannt, dass Umweltminister Berlakovich (ÖVP) Amtsbeschwerde gegen den Bewilligungsbescheid der Steierm. Landesregierung zum Bau des Kraftwerks an der Schwarzen Sulm einbringt. Laut Sektionschef Jäger richtet sich die Beschwerde gegen den vom Land erlassenen Abänderungsbescheid bezüglich der Wasserqualität (Hinabstufung von „sehr gut“ auf „gut“) nicht jedoch gegen die Baubewilligung für das Kraftwerk.

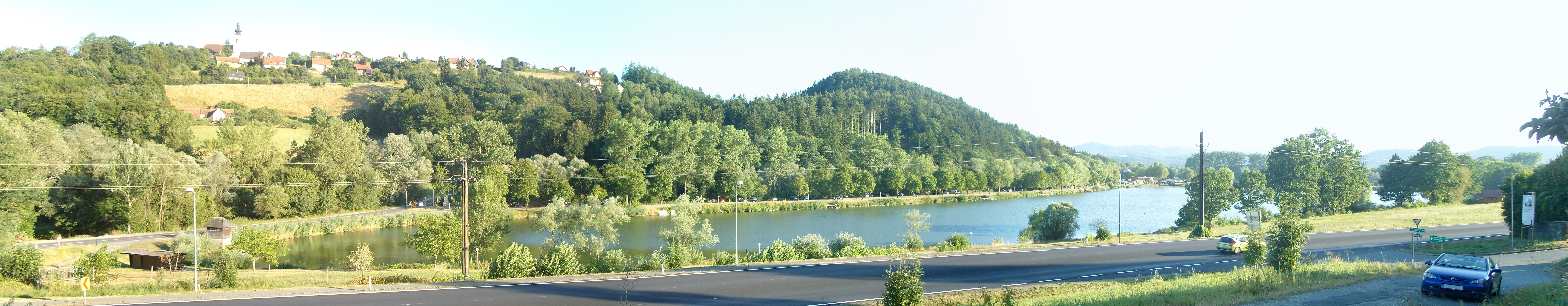
Der Sulmsee

Anfang Mai 2016 wies der EuGH die Klage der EU-Kommission gegen das Kraftwerksprojekt ab und gab aus rechtlicher Sicht grünes Licht für den Bau. Die jahrelangen Verfahren zum Thema waren Anlass für eine Reihe von fachjuristischen Veröffentlichungen, in denen auch das Verhältnis der Wasserrahmenrichtlinie der EU zum österreichischen Wasserrecht beleuchtet wurde.